# 1075
Високе Середньовіччя •  Золота доба ісламу •  Реконкіста •  Київська Русь

## Геополітична ситуація
Візантію очолює Михайло VII. Генріх IV є королем Німеччини, а Філіп I — королем Франції.
Апеннінський півострів розділений між численними державами: північ належить Священній Римській імперії, середню частину займає Папська область, південна частина півострова окупована норманами. Деякі міста півночі: Венеція, Генуя, мають статус міст-республік.
Південь Піренейського півострова займають численні емірати, що утворилися після розпаду Кордовського халіфату. Північну частину півострова займають християнські Кастилія, Леон (Астурія, Галісія), Наварра, Арагон та Барселона. Вільгельм Завойовник є королем Англії, Олаф III — королем Норвегії, а Свейн II Данський — Данії.
У Київській Русі княжить Святослав Ярославич, у Польщі — Болеслав II Сміливий. На чолі королівства Угорщина стоїть Геза I.
Аббасидський халіфат очолив аль-Муктаді під патронатом сельджуків, які окупували Персію, в Єгипті владу утримують Фатіміди, у Магрибі панують Альморавіди, у Середній Азії правлять Караханіди, Газневіди втримують частину Індії. У Китаї продовжується правління династії Сун. Значною державою в Індії є Чола. В Японії триває період Хей'ан.

## Події
- Одруження Володимира Мономаха з Гітою, донькою останнього англосаксонського короля Гарольда Годвінсона. (приблизна дата)
- Вільгельм Завойовник придушив заколот своїх союзників нормандців — повстання трьох графів.
- 9 червня у битві біля Лангензальца німецький король Генріх IV здобув перемогу над повсталими саксонцями.
- Папа римський Григорій VII провів церковний собор, рішення якого позбавили світських правителів призначати церковних ієрархів — інвеституру.
- Григорій VII опублікував Dictatus Pape, яким оголосив зверхність церкви як над духовними, так і світськими правителями.
- Багдадським халіфом став аль-Муктаді.

## Померли
- Йоанн VIII Ксифілін